# Seznam ameriških znanstvenikov
Seznam ameriških znanstvenikov je krovni seznam.

## Seznami
- seznam ameriških anatomov
- seznam ameriških antropologov
- seznam ameriških arheologov
- seznam ameriških astrofizikov
- seznam ameriških astronomov
- seznam ameriških bakteriologov
- seznam ameriških biokemikov
- seznam ameriških biologov
- seznam ameriških botanikov
- seznam ameriških dendrologov
- seznam ameriških ekologov
- seznam ameriških ekonomistov
- seznam ameriških eksobiologov
- seznam ameriških entomologov
- seznam ameriških etimologov
- seznam ameriških etnologov
- seznam ameriških filologov
- seznam ameriških filozofov
- seznam ameriških fizikov
- seznam ameriških fiziologov
- seznam ameriških genetikov
- seznam ameriških geodetov
- seznam ameriških geofizikov
- seznam ameriških geografov
- seznam ameriških geologov
- seznam ameriških herpetologov
- seznam ameriških hidrologov
- seznam ameriških horologov
- seznam ameriških ihtiologov
- seznam ameriških jezikoslovcev
- seznam ameriških kartografov
- seznam ameriških kemikov
- seznam ameriških kinologov
- seznam ameriških klimatologov
- seznam ameriških kozmologov
- seznam ameriških kriptologov
- seznam ameriških lepidopteristov
- seznam ameriških limnologov
- seznam ameriških logikov
- seznam ameriških matematikov
- seznam ameriških meteorologov
- seznam ameriških mikrobiologov
- seznam ameriških mineralogov
- seznam ameriških nevrologov
- seznam ameriških optikov
- seznam ameriških ornitologov
- seznam ameriških paleontologov
- seznam ameriških psihiatrov
- seznam ameriških psihologov
- seznam ameriških računalnikarjev
- seznam ameriških seizmologov
- seznam ameriških sociologov
- seznam ameriških teologov
- seznam ameriških toksikologov
- seznam ameriških virologov
- seznam ameriških vojaških teoretikov
- seznam ameriških zgodovinarjev
- seznam ameriških zoologov